# 司马昭弑君
司馬昭弑君，亦称甘露事變或甘露之變，发生在三国时期的魏国，是魏國建立繼正始之變以後的又一次重大政變。事件源自曹魏皇帝曹髦和權臣司马昭之間的权力鬥争，最后以司马昭弒害皇帝曹髦以及保住大權而结束。

## 起因
高平陵之变后，曹魏大权长期由司马懿及其子司马师、司马昭把持，而在甘露三年（258年）和五年（260年），魏帝曹髦被迫兩次下詔大将军司马昭为相国，封晋公，加九锡。雖然第一次司馬昭沒有接受，但是第二次封賞司馬昭沒有立即表態。由於九錫就意味著權臣將要篡位，曹髦對当时專權的司馬昭非常不滿，於是決定尋找機會向司馬昭發動反擊。

## 經過
原本曹髦打算在朝會時趁機誅殺司馬昭。但因大雨令朝會取消。此時曹髦的計劃已傳遍禁軍，消息極有可能被泄露，於是曹髦決定先下手為強。
甘露五年五月戊子日晚（260年6月1日），曹髦打算次日召集百官罷黜司馬昭，行動前讓冗从仆射李昭等整備軍隊在凌雲台待命，并召見王沈、王經、王業等三人，將廢黜司馬昭的詔書向三人展示，曹髦憤慨說道：「司馬昭之心，路人皆知也！吾不能坐受廢辱」。王沈、王業卻事後出宮立即將曹髦的密謀告訴司馬昭。司馬昭召集中護軍賈充等做好準備進宮鎮壓。曹髦得知密謀敗露，也決定率領宮人三百餘人進攻司馬昭府邸。
司马昭的庶弟屯骑校尉司马伷率先在宮內東止車門與曹髦相遇，在曹髦左右喝斥下，司马伷手下散去。中護軍賈充率軍則在南闕下遇到曹髦，賈充暗示成濟殺曹髦，成濟一戈從曹髦胸部刺穿，曹髦立即死在車上，年僅20歲。事發20日後，公眾求請司馬昭以弑君之罪判死贾充，禁不住輿論的撻伐，司馬昭最後將事由推與成濟，於是成氏一家俱交與廷尉治罪，反而因此而亡。
此外，司马昭胞弟安阳亭侯司马榦和參軍王羨等在闻讯曹髦密謀後也闯宫參與鎮壓，当时守阊阖门的司马昭掾属满长武、孙佑等不让司马榦等人进入，要司马榦走东掖门，司马榦因而未能及时与司马昭会合。司马昭欲灭孙佑族，但从事中郎荀勗指出连成济兄弟都没有被灭族，于是孙佑被免为庶人。而身为司马榦内侄的满长武则受刑而死，其父卫尉满伟也被免为庶人，时人以为冤。太后後來順應司马昭所奏，夷盡成济三族。
事后，司马昭假借郭太后的名义下诏“高贵乡公（曹髦登基前的封号）悖逆不道，自陷大祸，依汉昌邑王罪废故事，以民礼葬”。在司马昭叔父司马孚等重臣的请求下，又改为以王礼下葬曹髦于洛阳西北三十里瀍涧之滨，但仅下车数乘、不设旌旐。百姓相聚而观，说：“这就是前日所杀的天子。”有人甚至掩面而泣，悲伤不能自已。

## 影響
- 曹髦由於此次政變失敗而被司馬昭弒害，曹氏宗室在朝中的勢力自此完全覆滅，司馬氏得以進一步控制曹魏朝政，逐步消滅支持曹氏的勢力，向篡奪曹魏政權的目標前進，為日後司馬炎代魏立晉奠下根基。
- 賈充因為甘露之變，被獨攬大權的司馬昭委以重任，後來還參與了伐蜀、代魏、滅吳的一系列決策。因弑君造成不利影响，司马昭意欲挽回政治资本，遂发动了灭蜀之战。
- 东晋时，晉明帝司马绍听宰相王導讲述司马昭弑君之事，羞愧难当，以面覆床道：「若如公言，祚安得長！」

## 时下引用
- 在光荣游戏《真·三国无双6》、《真·三国无双7》中作为晋传正史线关卡，名为「皇帝发难」。

### 引用
1. ↑  《三國志》裴引《魏氏春秋》：戊子夜，帝自将冗从仆射李昭、黄门从官焦伯等下陵云台，铠仗授兵，欲因际会，自出讨文王。
2. ↑  《三國志》卷4:三年.....夏五月，命大将军司马文王为相国，封晋公，食邑八郡，加之九锡，文王前后九让乃止.....五年春正月朔，日有蚀之。夏四月，诏有司率遵前命，复进大将军司马文王位为相国，封晋公，加九锡。
3. ↑  《晉書》卷2：天子既以帝三世宰辅，政非己出，情不能安，又虑废辱，将临轩召百僚而行放黜。五月戊子夜，使冗从仆射李昭等发甲于陵云台，召侍中王沈、散骑常侍王业、尚书王经，出怀中黄素诏示之，戒严俟旦。沈、业驰告于帝，帝召护军贾充等为之备。天子知事泄，帅左右攻相府。
4. ↑  《三國志》卷4注引《漢晉春秋》：文王弟屯骑校尉伷入，遇帝于东止车门，左右呵之，伷众奔走。中护军贾充又逆帝战于南阙下，帝自用劒。众欲退，太子舍人成济问充曰：「事急矣。当云何？」充曰：「畜养汝等，正谓今日。今日之事，无所问也。」济即前刺帝，刃出于背。
5. ↑  《三國志》卷26注引《世語》：高贵乡公之难，以掾守阊阖掖门，司马文王弟安阳亭侯榦欲入。榦妃，伟妹也。长武谓榦曰：“此门近，公且来，无有入者，可从东掖门。”榦遂从之。文王问榦入何迟，榦言其故。参军王羡亦不得入，恨之。既而羡因王左右启王，满掾断门不内人，宜推劾....收长武考死杖下，伟免为庶人。时人冤之。
6. ↑  《晉書》卷39：高贵乡公欲为变时，大将军掾孙佑等守阊阖门。帝弟安阳侯榦闻难欲入，佑谓榦曰：“未有入者，可从东掖门。”及榦至，帝迟之，榦以状白，帝欲族诛佑。勗谏曰：“孙佑不纳安阳，诚宜深责。然事有逆顺，用刑不可以喜怒为轻重。今成倅刑止其身，佑乃族诛，恐义士私议。”乃免佑为庶人。